# Achang
Els achang (en xinès: 阿昌族; en pinyin: Āchāng zú) són una minoria ètnica, una de les 56 oficialment reconegudes pel govern de la República Popular Xina. Habiten a la província de Yunnan, sobretot a la zona de la prefectura autònoma Katxin. La seva població aproximada a finals del segle xx era d'uns 34.000.

## Llengua
Els achang tenen la seva pròpia llengua, l'idioma achang, pertanyent al grup de llengües tibetobirmanes de la família de les llengües sinotibetanes. Es tracta d'una llengua tonal, composta per quatre tons distints.
Els achang residents en la zona d'Husa parlen un idioma diferent a la resta. És també una llengua composta per quatre tons, però està molt més influïda pel xinès.
La llengua achang no té un llenguatge escrit, per la qual cosa s'acostumen a utilitzar els caràcters del xinès. Molts achang parlen també l'idioma dels tais, sobretot per realitzar transaccions comercials. A més a més, parlen el xinès i alguns el birmà i la llengua dels katxin.

## Història
Són uns dels primers habitants de la província de Yunnan. Els seus avantpassats van viure a la vora del riu Mekong i, a partir el segle xii, van començar a emigrar cap a la riba oest del riu Nu.
Al segle xiii, alguns d'ells es van establir en la zona de Longchuan, mentre que d'altres es van traslladar fins Lianghe. Durant el període de les dinasties Ming i Qing van estar governats per caps locals.

## Cultura
Gran part de la història i de les tradicions dels achang s'han transmès de generació en generació a través de la música i les cançons. La música és un dels principals entreteniments d'aquest poble, que acostuma a acabar totes les celebracions amb cants i balls.
Les joves solteres acostumen a pentinar els seus cabells amb dues trenes que recullen sobre el seu cap. La vestimenta típica dels achang és molt variada segons les zones en què habiten. Les dones casades vesteixen faldilles llargues mentre que les solteres utilitzen pantalons. Els homes acostumen a utilitzar els colors blau, blanc o negre per realitzar les seves camises, cordades a un costat. Els homes solters embolcallen el seu cap amb una tela de color blanc mentre que els casats l'usen de color blau.

## Religió
La majoria dels achang que viuen en la zona de la plana de Fusa creuen en el budisme encara que molts d'ells continuen practicant el culte als avantpassats i el politeisme.
Als funerals budistes dels achang, es lliga al taüt una llarga cinta de tela, d'uns 20 metres. Durant la cerimònia, el monjo encarregat del ritual, camina enfront del fèretre subjectant la cinta. Amb això es vol significar l'ajut que exerceix el religiós perquè l'ànima del difunt arribi al seu destí final. El mort és enterrat sense cap element metàl·lic, ni tan sols joies, ja que es creu que aquests elements contaminen la futura reencarnació. A les cases estan presents altars amb pintures que representen els seus déus i dimonis als quals se'ls venera. Hi ha també petits grups de cristians. Gran part dels joves que han rebut educació fora dels poblats són ateus.